# Sanktuarium Matki Bożej Królowej Rodzin w Juchnowcu
Sanktuarium pw. Matki Bożej Królowej Rodzin w Juchnowcu – świątynia w Juchnowcu jest jedną z dziewięciu sanktuariów należących do Archidiecezji białostockiej

## Historia
W roku 1764 ks. proboszcz Jozafat Wołłosowicz rozpoczął budowę nowej murowanej świątyni na miejscu starego drewnianego kościoła pochodzącego z roku 1547.   Budowę następnie kontynuował i dokończył w roku 1788 ks. proboszcz kanonik inflancki Jan Daniszewski. W roku 1906 dobudowano wieżę do kościoła za czasów ks. proboszcza Antoniego Dalinkiewicza

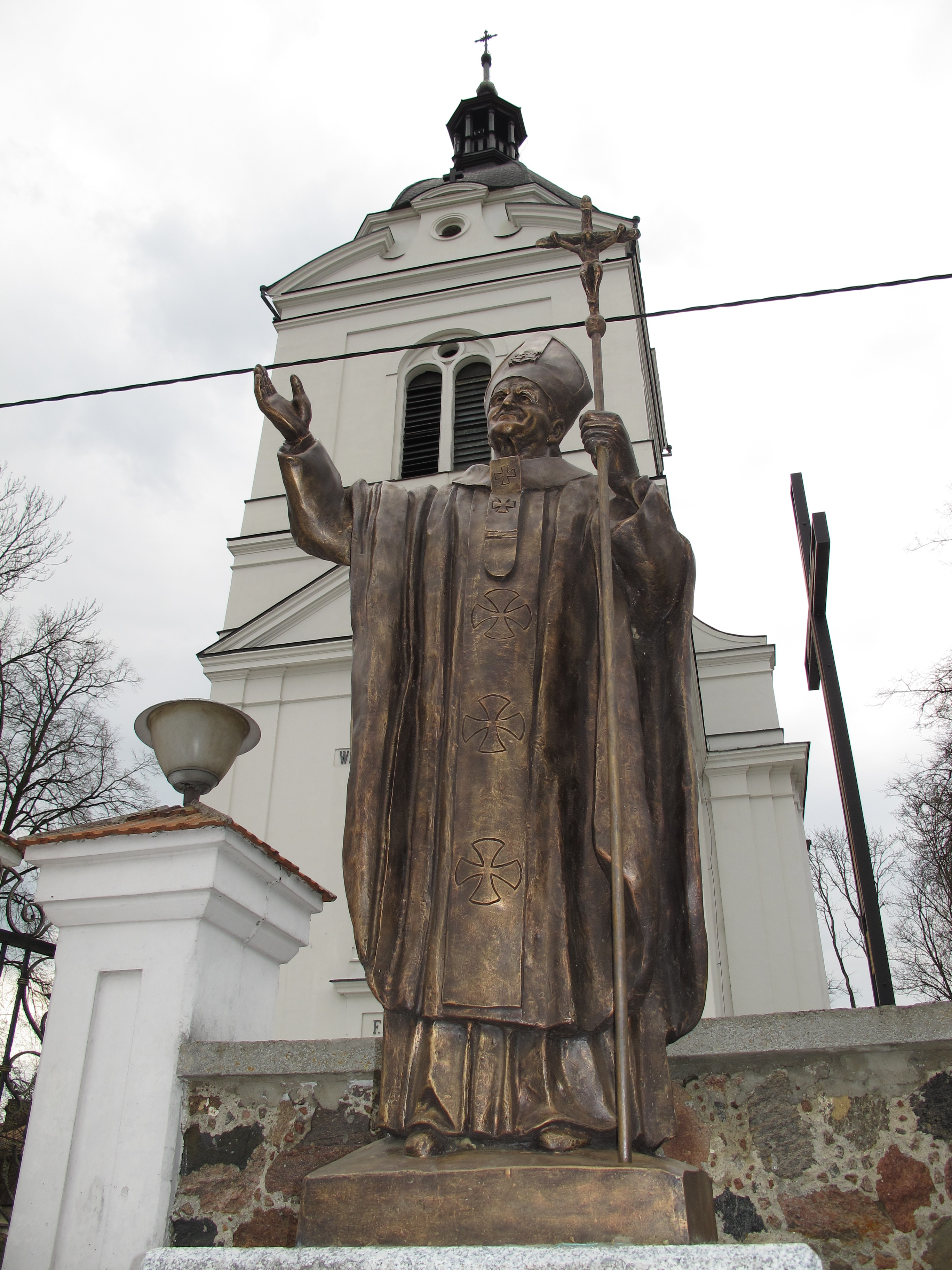
Pomnik Jana Pawła II przed sanktuarium

## Obiekt kultu
Pochodzący z pierwszego kościoła niewielki obraz Matki Bożej malowany farbą olejną na desce typu Hodegetrii, który zasłynął niezwykłymi łaskami stał się początkiem powstania sanktuarium. W Archidiecezji wileńskiej kult Matki Bożej miał miejsce; w Juchnowcu, Wilnie w Ostrej Bramie i w kościele św. Michała oraz w Sanktuarium Maryjnym w Różanymstoku. W dniu 6 listopada 1996 roku  ks. abp metropolita białostocki Stanisław Szymecki nadał kościołowi tytuł "Matki Bożej Królowej Rodzin" oraz ustanowił dzień odpustu na 2 lipca. W roku 1997 świątynię w Juchnowcu ustanowiono sanktuarium Archidiecezji Białostockiej.

## Msze św.
- W niedziele:

godz.  8:00, 9:30, 11:30;
- W święta zniesione:

dodatkowo  godz.  18:00;
- W dni powszednie:

07:00; oraz w soboty i pierwsze piątki zimą – 17:00 (latem 19:00);
- Terminy głównych uroczystości (odpusty):

Matki Bożej Królowej Rodzin – 2 lipca
Narodzenia NMP (MB Siewnej) – 8 września
Najświętszej Trójcy (tytuł kościoła)
św. Józefa – 19 marca
MB Anielskiej – (I niedziela sierpnia)